# Das Schicksal des Freiherrn von Leisenbohg
Das Schicksal des Freiherrn von Leisenbohg ist eine 1903 entstandene Novellette von Arthur Schnitzler, die im Juli 1904 in der Literaturzeitschrift Neue Rundschau in Berlin erschien. Der Autor nahm das kleine Werk in seine Novellensammlung Dämmerseelen (S. Fischer, Berlin 1907) auf.

## Inhalt
Der 35-jährige Ministerialbeamte Freiherr von Leisenbohg hatte vor zehn Jahren schon die Bühnenkarriere der „Königin der Nacht“ – das ist die Opernsängerin Kläre Hell – gefördert. Kläre zeigt überhaupt keine Dankbarkeit. Dabei gibt Leisenbohg seine vielversprechende Staatskarriere auf und folgt Kläre von Wien nach Dresden. Seine Annäherungsversuche weist die Sängerin mit Bestimmtheit zurück und lässt sich mit einem Verehrer nach dem anderen ein. Ihre Liebesabenteuer verheimlicht sie dem Freiherrn nicht. Nach Wien zurückgekehrt, lässt Leisenbohg seine Beziehungen spielen und verschafft Kläre ein Engagement. Die Sängerin wird nun sogar in Wien beliebt und lehnt Heiratsanträge von Fabrikantensöhnen ab. Der Freiherr glaubt bald nicht mehr an das ersehnte Glück, nachdem Kläre den Fürsten Richard Bedenbruck drei Jahre hintereinander weg mit tiefer Leidenschaft geliebt hat. Der Fürst stirbt. Kläre trauert.
Da tritt der Tristan- und Lohengrin-Interpret Sigurd Ölse aus dem Norden in Kläres Leben. Sigurd liebt Kläre leidenschaftlich, doch die Schöne hält Distanz. Da erlebt Leisenbohg ein Wunder. Er wird von Kläre erhört. Der Freiherr kann sein Glück kaum fassen und träumt von der Zukunft mit Kläre. Doch die Ungetreue verlässt ihn per Bahn – ausgerechnet in dem Zug, in dem auch Sigurd sitzt.
Schließlich schlägt Sigurd den lästigen Nebenbuhler mit einer „ingeniösen Idee“ aus dem Feld. Er lässt den Freiherrn zu sich kommen und erzählt ihm vom Fluch des Fürsten Bedenbruck. Der Fürst artikulierte auf dem Sterbebett: Der soll in die Hölle fahren, der Kläre nach ihm als erster besitzt.
Leisenbohg erschrickt nach dieser Eröffnung zu Tode und stirbt.

## Rezeption
- Hugo von Hofmannsthal fand: „Leisenbogh ist gut, durchaus angenehm, durchaus fein, sollte nur um ein Etwas mehr Intensität in der Groteskerie haben.“[2]
- Der Wagnertenor Sigurd Ölse spielt mit seinem Opfer Leisenbohg, nachdem er den Freiherrn kalt berechnend als leicht aufnahmebereit für das Unbewusste eingeschätzt hat.[3]
- Mitunter griff Schnitzler den Spiritismus als Thema auf.[4]
- Gelegentlich mache es sich Schnitzler allzu leicht, seinen Protagonisten ins Jenseits zu befördern.[5]

## Verfilmung
- Das Schicksal des Freiherrn von Leisenbohg (auch: The Fate of Baron Leisenbohg sowie L’Amour maudit de Leisenbohg). Film von Édouard Molinaro. Iduna Film München und Progefi Frankreich 1991. Mit Michel Piccoli, Anouk Aimée, Manfred Andrae, Amadeus August, Christine Citti und Friedrich von Thun.

## Ausgaben

### Erstdruck
- Arthur Schnitzler: Das Schicksal des Freiherrn von Leisenbohg. Novellette. In: Die neue Rundschau, Jg. 15, H. 7, 1. Juli 1904, S. 829–842 (Textarchiv – Internet Archive)

### Erstausgabe
- Das Schicksal des Freiherrn von Leisenbohg. Neben Das neue Lied, Die Weissagung, Die Fremde und Andreas Thameyers letzter Brief enthalten in: Arthur Schnitzler: Dämmerseelen. Novellen. S. Fischer, Berlin 1907. 132 Seiten[6]

### Weitere Ausgaben
- Arthur Schnitzler: Das Schicksal des Freiherrn von Leisenbohg. S. 444–463 in Heinz Ludwig Arnold (Hrsg.): Arthur Schnitzler: Leutnant Gustl. Erzählungen 1892–1907. Mit einem Nachwort von Michael Scheffel. S. Fischer, Frankfurt am Main 1961 (Ausgabe 2004). 525 Seiten, ISBN 3-10-073552-8 (Quelle)

### Online
- Erstdruck. – Internet Archive In: Neue Rundschau.
- Der Text bei Zeno.org
- Das Schicksal des Freiherrn von Leisenbohg im Projekt Gutenberg-DE